# Droga wojewódzka 295
Die Droga wojewódzka 295 ist eine Woiwodschaftsstraße in der polnischen Woiwodschaft Lebus. Die Straße beginnt in Nowogród Bobrzański (Naumburg am Bober) und verläuft nach Żagań (Sagan), wo sie sich mit der Droga krajowa 12 trifft. Die DW 295 hat eine Gesamtlänge von 22 Kilometern.